# De avhuggna huvudena
De avhuggna huvudena (franska: Têtes coupées) är en oljemålning av den franske konstnären Théodore Géricault från omkring 1818. Den ingår i Nationalmuseums samlingar i Stockholm sedan 1918. 
Géricault var jämte Eugène Delacroix den franska högromantikens främste företrädare. Under hans tid utvecklades i Frankrike ett intresse för anatomiska studier av döda människor och djur. I många av dessa målningar kombinerades en vetenskaplig blick med en skräckblandad förtjusning inför de morbida motiven. Intresset för anatomi, död och förruttnelse gav sig också till känna på andra håll i den samtida kulturen. 
År 1818 påbörjade Géricault i Paris sitt kanske främsta mästerverk, den monumentala Medusas flotte. Den skildrar en verklig händelse, döende människor på en flotte efter att fregatten Medusa förlist utanför Afrikas kust. Han företog i detta sammanhang inträngande studier av dokumentärt slag som syftade till att komma döden nära och skildra den så övertygande som möjligt. I De avhuggna huvudena är naturtroheten nästan outhärdlig. Konstnären målade ett antal liknande motiv, i vissa fall med avhuggna armar och ben, från sjukhus i Paris. 

## Relaterade målningar

Studie av en död häst (60 x 75 cm), Nationalmuseums andra oljemålning av Géricault.[1]
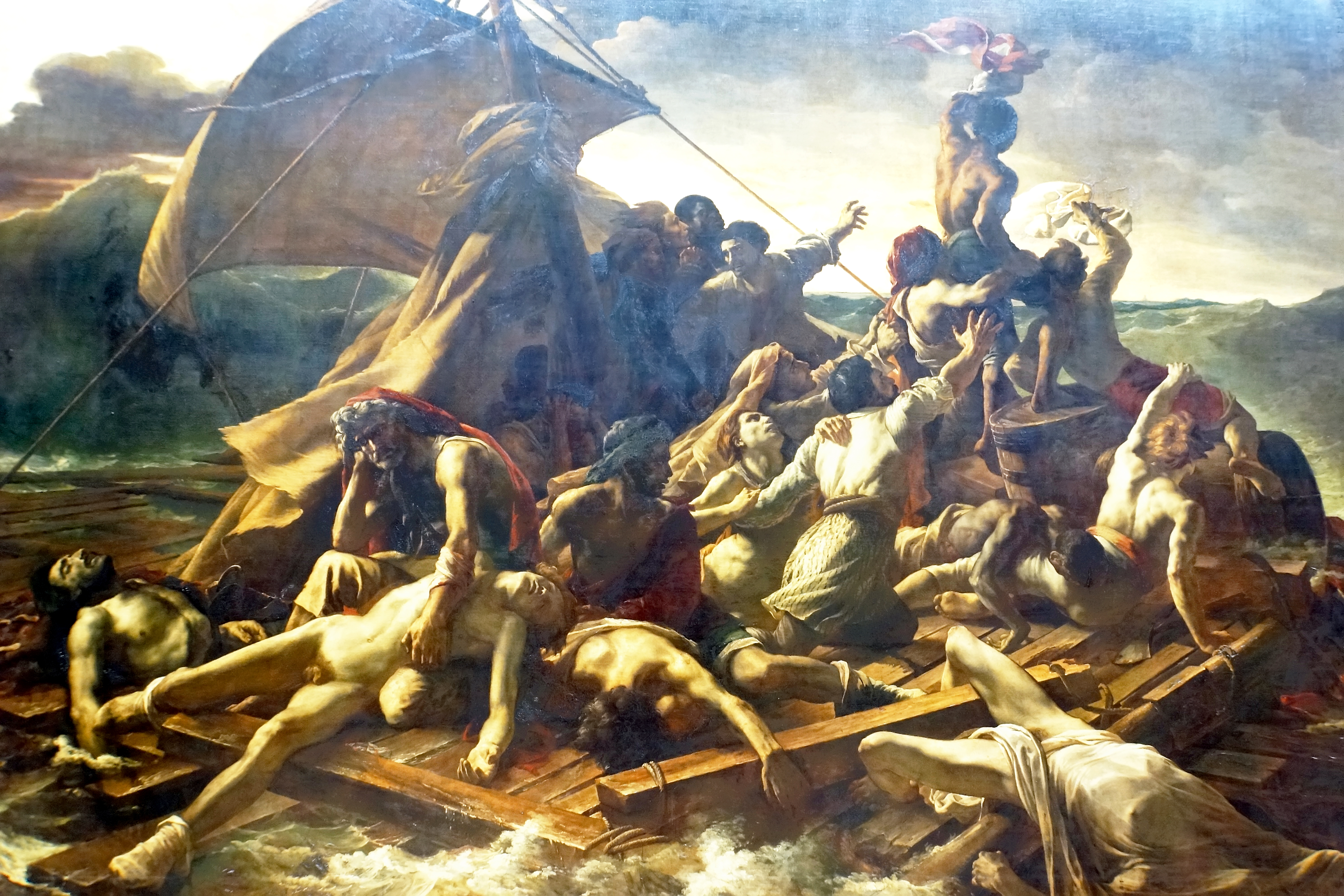
Géricaults Medusas flotte (1822), Louvren.